# إسلام أباد قرخلو
إسلام‌ أباد قرخلو هي قرية في مقاطعة سميرم، إيران. عدد سكان هذه القرية هو 101 في سنة 2006.